# Francisco Tabernilla Palmero
Francisco H. Tabernilla Palmero (Guanabacoa, Cuba, 22 de agosto de 1919-Palm Beach, Estados Unidos, 20 de enero de 2015) fue un militar cubano.

## Carrera
Ingresó en el Ejército en septiembre de 1937. En 1944 renunció con el grado de primer teniente del Ejército durante el gobierno de Ramón Grau San Martín, en solidaridad con su padre (general de brigada Francisco Tabernilla Dolz) al que Grau había retirado del Ejército poco antes. Viajó a Miami, donde vivió con su padre, madre, y dos hermanos (Carlos y Marcelo que eran militares en 1944, y renunciaron solidarios con su padre). 
Tiempo después regresó a Cuba como secretario del senador Miguel Tarafa Govin, luego renunció a su empleo por desavenencias políticas y volvió a Estados Unidos. Regresó a La Habana con su familia junto al expresidente y senador recién electo Fulgencio Batista en 1948. Participó en el golpe de Estado de Batista el 10 de marzo de 1952 que derrocó el gobierno de Carlos Prío Socarrás. Reingresó al Ejército ese día, y ese año fue ascendido en abril a teniente coronel y en julio a coronel. Fue ascendido a general de brigada en diciembre de 1957. En febrero de 1955 fue nombrado jefe del Regimiento Mixto de Tanques, y en septiembre de 1958 jefe de la División de Infantería del Campamento Militar de Columbia en La Habana. Fue ayudante de campo y secretario privado de Batista. Firmó el 1 de enero de 1959 la renuncia de Batista junto con Anselmo Alliegro, en su carácter de presidente del Senado; el general en jefe Francisco Tabernilla Dolz, su padre, jefe del Estado Mayor Conjunto; teniente general Pedro Rodríguez Ávila, jefe del Ejército; general de brigada Roberto Fernández Miranda, jefe del Departamento Militar de La Cabaña; mayor general Luis Robaina Piedra, inspector general del Ejército; mayor general Juan Rojas González, jefe de Logística; almirante José N. Rodríguez Calderón, jefe de la Marina de Guerra; y el brigadier Pilar García García, jefe de la Policía Nacional. 
Su hermano Carlos “Winsy” Tabernilla fue brigadier jefe de la Fuerza Aérea del Ejército, y su hermano Marcelo, coronel jefe del grupo táctico de la Fuerza Aérea. Silito huyó de Cuba el 1 de enero de 1959 en un avión con su padre, hermanos, familiares y otros a Jacksonville, Estados Unidos, y falleció en ese país a una avanzada edad. En 2009 publicó en Estados Unidos su libro Palabras esperadas. Memorias de Francisco H. Tabernilla Palmero, que es su autobiografía.